# Lijst van spelers van SV Meppen
Deze lijst bevat voetballers die bij de Duitse voetbalclub SV Meppen spelen of gespeeld hebben. De namen zijn alfabetisch gerangschikt.

## A
- Torsten Abeln
- Michiel Adams
- Andreas Aepken
- Markus von Ahlen
- Mahmut Aktas
- Marcus Antczak
- Lincoln Assinouko

## B
- Emir Bajric
- Francis Banecki
- Marc-Oliver Barton
- Eray Bayraktar
- Max Beckmann
- Nino Beukert
- Emmanuel Boadu
- Tom Boere
- Thomas Böttche
- Karsten Böttcher
- Amir Bradaric
- Stefan Brasas
- Waldemar Bressel
- Norbert Brinker
- Steve van den Broek
- Hans Jörg Brückner
- Elmar Bruns
- Eric Bruns
- Horst Bruns
- Damir Bujan

## C
- Paul Caligiuri
- Garip Capin
- Carlos Castilla
- Christian Claaßen
- Lamine Conteh
- Danny Cornelius
- Max Cream

## D
- Jürgen Degen
- Johan Derksen
- Bernd Deters
- Sergej Dikhtiar
- Chris Dinganga
- Dame Diouf
- Bogdan Dlugajczyk
- Hüseyin Dogan
- Yaw Donkor
- Branko Dragutinovic

## E
- Cem Efe
- Frank van Eijs
- Hermann Eiting

## F
- Ervin Fakaj
- Frank Faltin
- Frederick Famiyeh
- Daniel Farke
- Sebastian Ferrulli
- Peter Fieber
- Alexander Fogel
- Jeroen Fühler

## G
- Lothar Gans
- Peter Gartmann
- Harald Gärtner
- Andreas Gerdes-Wurpts
- Sascha Gerritzen
- Benjamin Gommert
- Kay Göttsch
- Bernd Grotlüschen
- Söhren Grudzinski
- Sebastian Gundelach

## H
- Christoph Hanses
- Sven Hartwig
- Menno Heerkes
- Amel Hekalo
- Andreas Helmer
- Jens Helming
- Carsten Henning
- Simon Henzler
- René Hermes
- Gerd Heuermann
- Steven Heyer
- Florian Hillebrand
- André Hohmann
- Wolfgang Hohmann
- Torge Hollmann
- Michael Holt
- Friedhelm Holtgrave
- Günter Hoormann
- Marcel Hoppe
- Stephan Hormann
- Robin Huisman de Jong
- Stefan Hülswitt
- Hubert Hüring

## I
- Tom IJzerman
- Karsten Imort
- Issa Issa
- Josef Ivanovic
- Klaus Iwanzik

## J
- Mathias Jack

## K
- Matthias Keller
- Marvin Kip
- Timo Klemm
- Christoph Klippel
- Frank Klobke
- Thomas Kluge
- Boris Kondev
- Hubert Koopmann
- Christian Korek
- Leszek Kosowski
- Jakob Krause-Heiber
- Jörg Kretzschmar
- Michael Kruskopf
- Manfred Kubik
- Alexsej Kuptsov

## L
- Stefan Lammers
- Peter Landel
- Hendryk Lau
- Mario Lau
- Thilo Leugers
- Jan Lewandowski
- Rene Lewejohann
- Marcel Lücking
- Benjamin Lünemann

## M
- Carsten Marell
- Paul Marszewski
- Sead Mehic
- Jan-Christian Meier
- Josef Menke
- Steffen Menke
- Jan Meyer
- Jürgen Meyerrenken
- Zoran Milosevic
- Matthias Mirtelj
- Kevin Mooibroek
- Bob Mulder
- Rainer Müller
- Benedetto Muzzicato
- Fabrizio Muzzicato
- Marko Myyry

## N
- Isaac N'Gole
- Bertino Nacar
- Tim Natusch
- Dominik Nowak

## O
- Daniel Olthoff
- Philipp Opitz
- Lasse Ottesen
- Frank Overberg
- Georg Overhoff
- Cüneyt Özkan

## P
- Vedran Pelic
- Yasen Petrov
- Andreas Polenski
- Jürgen Prange
- Michael Prus
- Daniel Puce
- Martin van der Pütten
- Ingmar Putz

## R
- Stefan Raming-Freesen
- Rainer Rauffmann
- Jan-Dirk Riedesel
- Jens Robben
- Jurek Rohrberg
- Helmut Rolfes
- Matthias Rose
- Robert Rosiński
- Sebastian Röttger
- Hermann Rülander
- Werner Rusche

## S
- Rustam Sabirow
- Michiel Sanders
- Sebastian Schepers
- Lars Schiersand
- Chris Schippers
- Matthias Schmidt
- Willi Schmidt
- Patrick Schnettberg
- Josef Schröer
- Manfred Schulte
- Wolfgang Schütte
- Hedon Selishta
- Jan Sievers
- Günter Snyders
- Guido Spork
- Moritz Steidten
- Tim Steidten
- Daniel Stendel
- Dietmar Sulmann
- Mathias Surmann
- Zbigniew Szewczyk

## T
- Reinhold Tattermusch
- Thorsten Thale
- Aaron Thalmann
- Kevin Thiel
- Robert Thoben
- Christian Thyroke
- Jean Tsoumou-Madza
- Metin Tüfekci

## U
- Alexander Ukrow
- Deniz Undav
- Timo Uster

## V
- Endre Varga
- Theo Vogelsang
- Rolf Veneboer
- Ralf Voigt
- Eckhard Vorholt
- Harry de Vlugt

## W
- Daniel Wasson
- Paul Weerman
- Holger Wehlage
- René Wessels
- Kristian Westerveld
- Malte Weusthof
- Bernfried Wiechers
- Walter Wiethe
- Johan Wigger
- Stephan Wille
- Christian Willen
- Torsten Willen
- Bernd Winter

## Y
- Josephus Yenay

## Z
- Alvaro Zalla
- Ferydoon Zandi
- Martin Zimmer